# Zvi Galor
Zvi Galor ((he) צבי גלאור), né en 1939 à Kfar Vitkin, est un expert israélien en coopérative.

## Biographie
Né en 1939 à Kfar Vitkin, Zvi Galor poursuit ses études à l’Université de Tel-Aviv, où il obtient sa licence en 1966, à l’Université hébraïque de Jérusalem où il passe sa maîtrise en 1987 avec la mention cum laude), puis à l’Université Bar-Ilan à Ramat Gan où il obtient son doctorat en 2017 à l'âge de 78 ans. De 1980 à 2002, il est directeur pédagogique pour les stages en anglais et en français de l’Institut international de la Histadrout, à Tel-Aviv. Cet institut accueille des stagiaires en provenance de pays du monde entier (les cours sont dispensés en anglais, français, russe, arabe, et espagnol) pour des sessions de perfectionnement dans la gestion et le développement de coopératives. En 1996 il en devient le directeur académique, fonction qu’il occupera jusqu’en 2002, année de sa retraite. À cette occasion, il put mettre sur pied des dizaines de missions pédagogiques in situ, c’est-à-dire dispensées par des formateurs de ce même Institut auprès d’étudiants bénéficiaires directement dans leur pays d’origine (Afrique, Asie, Europe, Amérique du Sud, Océanie).

### Activités de développement
De 1976 à 1978, Galor participe à la création d’un moshav dans la Vallée du Jourdain. Il est également membre du Comité de direction du Moshav de Kfar Vitkin de 1978 à 1980.
Depuis 2002, il participe à la création de nombreux projets de coopératives dans le Tiers-monde et en Occident,, en tant que conseil. Ses écrits et ses recherches servent de base à ces projets, notamment pour ce qui concerne la création de coopératives en milieu rural et le développement de ces régions.

### Activités de recherche
Zvi Galor a développé un axe de recherche novateur visant à prévenir le démantèlement des coopératives. Ces idées ont trouvé leur aboutissement notamment dans les conclusions du Séminaire des Dirigeants du Mouvement Coopératif de l'Île Maurice (Macoscle) dirigé par Zvi Galor sur place, ainsi que lors de l’établissement de la charte du projet Oklahomafood dans l’état d’Oklahoma aux États-Unis.

## Principes développés par Zvi Galor
La coopérative est créée par ses membres fondateurs, et en est la propriété exclusive.
La coopérative a été fondée pour servir ses membres de façon optimale et à un coût de revient le plus bas possible.
La valeur de la propriété commune est égale à la somme des parts sociales détenues par ses membres de la coopérative.
Les coopératives opèrent autant que possible à prix coûtant, c’est-à-dire qu’elles ne génèrent ni bénéfices, ni pertes. D’éventuels bénéfices ou surplus sont répartis l’année courante équitablement entre les membres en fonction de leur participation. Les pertes occasionnelles sont prises en charge par l’ensemble des membres en fonction de leur participation.

## Étude de ladécoopérativisation
Zvi Galor a étudié le problème du démantèlement des structures coopératives (décoopérativisation) aussi bien dans le Tiers-monde qu’en Occident. Il s’est intéressé notamment aux raisons qui ont conduit au démantèlement deux coopératives israéliennes jouissant pourtant d’une certaine ancienneté : Tnuva, et Hamashbir hamerkazi.
Tnuva, coopérative de modèle secondaire qui, pendant les 80 ans de son existence a servi de plate-forme pour la commercialisation des produits laitiers et agricoles, avait pour membres tous les moshav et les kibboutzim en Israël.

### Facteurs menant au démantèlement d’une coopérative
Une coopérative dont la plupart des membres ont cessé de faire appel aux services qu’elle propose est plus exposée au risque de décoopérativisation.
Les coopératives dont les parts détenues sont à valeur nominale voient le risque que leurs membres exigent pour eux-mêmes la valeur collective non-redistribuée de la structure,.
Les membres des coopératives ne sont pas toujours conscients de la valeur réelle de leur coopérative dont ils cherchent à vendre les biens. Les acheteurs potentiels financent souvent le coût de rachat d’une coopérative par la revente de ses biens.